# Chloraceton
Chloraceton je chemická sloučenina patřící mezi organické sloučeniny, její vzorec je CH3COCH2Cl.

## Příprava
Vzniká přímou chlorací acetonu (zaváděním plynného chloru do acetonu) za kyselé katalýzy.
CH3-CO-CH3 + Cl2 → Cl-CH2-CO-CH3 + HCl.
Tímto způsobem lze připravit i další halogenderiváty ketonů (např. jodaceton, bromaceton…) Halogenace ketonů probíhá zpravidla velmi snadno, dokonce již ve vodném prostředí.
Může vznikat též reakcí kyseliny chlorné nebo chlornanu (nejlépe vápenatého Ca(ClO)2) a acetonu v kyselém prostředí:
CH3-CO-CH3 + HClO → Cl-CH2-CO-CH3 + H2O

## Vlastnosti
Je silně dráždivý. Jeho páry způsobují slzení, proto se používá jako bojová slzotvorná látka. Jeho toxicita je za prahem snesitelnosti, tudíž otrava jím je nepravděpodobná.